# Attentato di Dimona
L'attentato di Dimona fu un attentato suicida palestinese compiuto a Dimona, in Israele, il 4 febbraio 2008 da Hamas. Si ritiene che i leader di Hamas nella Striscia di Gaza avessero ordinato l'operazione all'insaputa del politburo di Hamas a Damasco.

## L'attentato
Il 4 febbraio 2008, un militante palestinese fece esplodere una cintura esplosiva in un centro commerciale a Dimona, in Israele.La polizia israeliana riuscì a sparare a un complice, ferito nella prima esplosione, prima che potesse far esplodere la propria cintura.
Una donna israeliana rimase uccisa nell'attentato mentre altre 9 persone rimasero ferite (una delle quali in modo grave). Fu il primo attacco suicida "riuscito" contro i civili israeliani dall'attentato alla panetteria di Eilat dl 29 gennaio 2007.

### Vittime
- Lyubov Razdol'skaya, 73 anni;[5][6]

### Responsabili
Le Brigate dei Martiri di al-Aqsa e il Fronte Popolare per la Liberazione della Palestina inizialmente rivendicarono la responsabilità, ma i due abitanti di Gaza che chiamarono come aggressori non corrispondevano ai corpi trovati sulla scena. Hamas rivendicò la responsabilità il 5 febbraio, nominando gli autori come Muhammed Herbawi (محمد الحرباوي) e Shadi Zghayer (شادي الزغيّر), entrambi della città palestinese di Hebron in Cisgiordania, il luogo da cui si ritiene abbiano viaggiato. L'intelligence israeliana riteneva che l'attentato fosse stato ordinato dal comandante delle Brigate Ezzedin al-Qassam Ahmed Jabari con il sostegno del leader di Hamas con sede a Gaza Mahmud al-Zahar; Jabari contattò un alleato del clan Qawasameh di Hebron, Ayoub Qawasmeh, che reclutò gli eventuali colpevoli da una squadra di calcio locale di Hamas. Scott Atran affermò che il politburo di Hamas a Damasco non sarebbe stato informato dell'attentato. Israele demolì le case di Herbawi e Zghayer, mentre "il sito web delle Brigate dei Martiri di Aqsa è andato in tilt per tre giorni, presumibilmente il risultato di un attacco elettronico dopo la sua falsa affermazione".

### Risposta israeliana
Il 26 luglio 2008, l'IDF e le forze di polizia israeliane uccisero Shihab Natsheh (25 anni), un membro di Hamas di Hebron. Natsheh, secondo l'IDF, era l'ingegnere degli esplosivi che aveva preparato la carica di demolizione usata per eseguire l'attentato suicida di Dimona.

## Reazioni internazionali
- Israele: il primo ministro Ehud Olmert disse a una riunione del suo partito Kadima che Israele stava combattendo una "guerra implacabile... contro chiunque tenti di danneggiare i cittadini israeliani";[4]

- Palestina: Il portavoce di Hamas Ayman Taha elogiò l'attentato come un "atto glorioso" e affermò che si trattava di una "reazione naturale a mesi di uccisioni" di palestinesi da parte dell'esercito israeliano;[4][10]
- Regno Unito: Il Segretario di Stato per gli affari esteri e del Commonwealth David Miliband condannò l'attentato in un comunicato stampa e dichiarò: "L'attacco di oggi, il primo in Israele da un anno, mirava a minare il processo di pace. Le atrocità terroristiche non devono deviarci dal nostro obiettivo condiviso di una pace giusta e duratura tra israeliani e palestinesi basata su una soluzione a due Stati";[11]
- Stati Uniti: il portavoce del Dipartimento di Stato Sean McCormack condannò l'attentato durante una conferenza stampa e dichiarò: "Tutti questi incidenti indicano che dobbiamo fare tutto il possibile, insieme ai nostri partner nel sistema internazionale, per aiutare gli israeliani e i palestinesi a raggiungere un accordo politico e un accordo sulle questioni che li separano. A quel punto, il popolo palestinese sarà in grado di decidere quale strada vuole percorrere, se vuole percorrere la strada per avere uno Stato palestinese o se vogliono continuare su un percorso rappresentato da Hamas e da altri gruppi rifiutanti che è un percorso di violenza e che non porta a uno Stato".[12]